# Rebecca Saxe
Rebecca Saxe (* in Toronto) ist eine kanadische Neurowissenschaftlerin. Sie ist John W Jarve Professor of Cognitive Neuroscience am Massachusetts Institute of Technology (MIT). Ihr Hauptforschungsgebiet ist die Theory of Mind.

## Biographie
Saxe studierte bei Kia Nobre am Oriel College an der Oxford University und erhielt ebendort 2000 ihren BA in Psychologie und Philosophie. Im Jahr 2003 wurde sie bei Nancy Kanwisher am MIT zum PhD im Fach Cognitive Science promoviert. Für ihre Dissertation erhielt sie den Outstanding Thesis Award. Anschließend wechselte sie als PostDoc an die Harvard University bei Susan Carey. In der Folge ging sie 2006 als Assistant Professor zurück ans MIT und wurde dort 2011 Associate Professor. Im Folgejahr wurde sie Associate Member des McGovern Institute for Brain Research. 2015 wurde sie zur Professorin im Fach Brain and Cognitive Sciences am MIT ernannt.

## Auszeichnungen
- 2008: Popular Science “Brilliant 10” scientists under 40[3]
- 2008: Cognitive Neuroscience Society Young Investigator Award
- 2009: American Psychological Association Robert L. Fantz Award for Young Psychologists[4]
- 2010: School of Science Prize for Undergraduate Teaching, MIT
- 2011: Doc Edgerton Junior Faculty Achievement award, MIT
- 2012: Young Global Leader (World Economic Forum)
- 2014: Troland Research Award
- 2015: Arthur C Smith Award for dedication to student life and learning, MIT
- 2017: BCS Awards for Excellence: in Graduate Mentoring; and in Undergraduate Teaching
- 2018: MIT Committed to Caring Award
- 2018: Fellow, American Psychological Association
- 2020: Guggenheim Fellow

## Schriften
- A. J. Thomas, B. Woo, D. Nettle, E. Spelke, R. Saxe: Early concepts of intimacy: Young humans use saliva sharing to infer close relationships. In: Science. Band 375, Nr. 6578, 2022, S. 311–315.
- A. J. Thomas, R. Saxe, E. S. Spelke: Infants infer potential social partners by observing the interactions of their parent with unknown others. In: Proc Natl Acad Sci U S A. Band 119, Nr. 32, 9. Aug 2022, S. e2121390119. doi:10.1073/pnas.2121390119.
- F. S. Kamps, H. Richardson, N. Murty A. Ratan, Kanwisher N., Saxe R.: Using child-friendly movie stimuli to study the development of face, place, and object regions from age 3 to 12 years. In: Human Brain Mapping. Band 43, 2022, S. 2782–2800.
- H. C. Barrett, R. Saxe: Are some cultures more mind-minded in their moral judgements than others? In: Philosophical Transactions of the Royal Society B. 376(1838), 2021.
- M. Jamali, B. L. Grannan, E. Fedorenko, R. Saxe, R. Báez-Mendoza, Z. M. Williams: Single-neuronal predictions of others’ beliefs in humans. In: Nature. Band 591, Nr. 7851, 2021, S. 610–614.
- B. Deen, R. Saxe, N. Kanwisher: Processing communicative facial and vocal cues in the superior temporal sulcus. In: NeuroImage. Band 221, Nr. 1, 2020, S. 117191.
- G. Raz, R. Saxe: Learning in infancy is active, endogenously motivated, and depends on the prefrontal cortices. In: Annual Review of Developmental Psychology. Band 2, 2020, S. 247–268.
- L. J. Powell, H. L. Kosakowski, R. Saxe: Social Origins of Cortical Face Areas. In: Trends Cogn Sci. Band 22, Nr. 9, Sep 2018, S. 752–763. doi:10.1016/j.tics.2018.06.009.
- R. Saxe, Houlihan S. Dae: Formalizing emotion concepts within a Bayesian model of theory of mind. In: Current Opinion in Psychology. Band 17, 2017, S. 15–21.
- H. Richardson, R. Saxe: Using MRI to Study Developmental Change in Theory of Mind. In: Development Across the Life Span., Social Cognition. 210, 2016.
- Bedny, M., Pascual-Leone, A., Dodell-Feder, D., Fedorenko, E., & Saxe, R. (2011): Language processing in the occipital cortex of congenitally blind adults. Proceedings of the National Academy of Sciences, 108(11), 4429–4434.
- R. Saxe, L. J. Powell: It’s the Thought That Counts: Specific Brain Regions for One Component of Theory of Mind. In: Psychological Science. Band 17, Nr. 8, 2006, S. 692–699. doi:10.1111/j.1467-9280.2006.01768.x.
- Rebecca Saxe, Tania Tzelnic, Susan Carey: Five-month-old infants know humans are solid, like inanimate objects. In: Cognition. Volume 101, Nr. 1, 2006, S. B1–B8, doi:10.1016/j.cognition.2005.10.005.
- R. Saxe: Against simulation: the argument from error. In: Trends Cogn Sci. Band 9, Nr. 4, Apr 2005, S. 174–179. doi:10.1016/j.tics.2005.01.012.
  - comment: A. I. Goldman, N. Sebanz: Simulation, mirroring, and a different argument from error. In: Trends Cogn Sci. Band 9, Nr. 7, Jul 2005, S. 320; author reply 321. doi:10.1016/j.tics.2005.05.008.
- Rebecca Saxe, Anna Wexler: Making sense of another mind: The role of the right temporo-parietal junction. In: Neuropsychologia. Volume 43, Nr. 10, 2005, S. 1391–1399, doi:10.1016/j.neuropsychologia.2005.02.013.
- R. Saxe, N. Kanwisher: People thinking about thinking people. The role of the temporo-parietal junction in "theory of mind". In: Neuroimage. Band 19, Nr. 4, Aug 2003, S. 1835–1842. doi:10.1016/s1053-8119(03)00230-1.